# Bowers, Delaware
Bowers, även känt som Bowers Beach, är en ort i Kent County i delstaten Delaware, USA.